# 三浦郡
- 令制国一覧 > 東海道 > 相模国 > 三浦郡
- 日本 > 関東地方 > 神奈川県 > 三浦郡

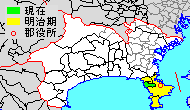
神奈川県三浦郡の範囲（緑：葉山町）

三浦郡（みうらぐん）は、神奈川県（相模国）の郡。
人口30,527人、面積17.04km²、人口密度1,791人/km²。（2025年3月1日、推計人口）
以下の1町からなる。
- 葉山町（はやままち）

## 郡域
行政区画として発足した当時の郡域は、上記の1町以外では、現在の行政区画で概ね以下の区域に相当する。
- 横須賀市（全域）
- 逗子市（全域）
- 三浦市（全域）

### 隣接していた郡
行政区画として発足した当時に隣接していた郡は以下の通り。
- 神奈川県 ： 久良岐郡、鎌倉郡

## 歴史
古代、相模国御浦郡である。郡衙は葉山町一色一帯とも、横須賀市の神奈川県立横須賀高等学校付近ともされるが不詳。古代末より中世には三浦氏の勢力下にあった。
明治時代の郡役所は、今の京急本線汐入駅の場所に置かれていた。

### 沿革
- 1867年（慶応3年） - それまでは海防の関係から上野前橋藩、武蔵忍藩、陸奥会津藩、武蔵川越藩、相模小田原藩、近江彦根藩、長門萩藩、肥後熊本藩、下総佐倉藩等が郡内を管轄していたが、ほぼ全域が幕府領となり、代官・江川太郎左衛門支配所の管轄となる。
- 「旧高旧領取調帳」に記載されている明治初年時点での支配は以下の通り。●は村内に寺社領が、○は寺社除地（領主から年貢免除の特権を与えられた土地）が存在。幕府領は代官・江川太郎左衛門支配所、浦賀奉行所が管轄した。77村[2]を数える。

| 知行   | 知行       | 村数 | 村名 |
| ------ | ---------- | ---- | --- |
| 幕府領 | 浦賀奉行所 | 10村 | 野比村、長沢村、三崎村、須軽谷村、●浦賀村、●八幡久里浜村、久村、内川新田、●佐原村、●衣笠村 |
| 幕府領 | 幕府領     | 65村 | 津久井村、●上宮田村、菊名村、●金田村、松輪村、毘沙門村、中之町岡村、東岡村、向ヶ崎村、宮川村、二町谷村、原村、諸磯村、小網代村、三戸村、下宮田村、高円坊村、武村、大田和村、林村、赤羽根村、竹之下村、本和田村、入江新田、長井村、荻野村、長坂村、●佐島村、●芦名村、●秋谷村、長浦村、田浦村、船越新田、●浦ノ郷村、公郷村、深田村、●中里村、横須賀村、逸見村、不入斗村、大津村、●鴨居村、●走水村、佐野村、岩戸村、森崎村、大矢部村、小矢部村、上平作村、下平作村、●池上村、●金谷村、●木古庭村、●上山口村、下山口村、●一色村、●長柄村、●○堀内村、●沼間村、●桜山村、山野根村、●小坪村、逗子村、久野谷村、城ヶ島村 |
| その他 | 寺社領     | 2村  | 柏原村、○池子村 |

- 1868年（慶応4年）
  - 3月19日 - 神奈川奉行が新政府軍に接収されて横浜裁判所となり、下記の水戸藩領を除く当郡全域を管轄。ただし、韮山代官所管轄地域の一部事務は引き続き韮山代官所が扱った。
  - 4月20日 - 横浜裁判所が神奈川裁判所に改称。内務は管下の戸部裁判所が担当した。
  - 6月17日 - 神奈川裁判所が神奈川府に改称。
  - 6月29日 - 韮山代官所が韮山県に改組され、一部事務を引き継ぐ。
- 1868年（明治元年）
  - 9月21日 - 神奈川府が神奈川県に改称。
- 1871年（明治4年）
  - 1月15日 - 寺社領の上知が決定され、府・藩・県のいずれかに所属することが定められる。水戸徳川家と縁の深い英勝寺領の池子村が、鎌倉郡の一部とともに水戸藩の管轄となったのはこの頃と推測されるが、実施日は不明。
  - 7月14日 - 廃藩置県により池子村が水戸県となる。
  - 11月14日 - 全域が神奈川県の管轄となる（日付は太政官布告のもので、実施日は不明）。
- 1874年（明治7年） - 久野谷村、柏原村が合併して久木村が成立。（76村）
- 1875年（明治8年）（67村）
  - 中之町岡村、東岡村、向ヶ崎村、宮川村、二町谷村、原村が合併して六合村が成立。
  - 赤羽根村、竹之下村、本和田村が合併して和田村が成立。
  - 上平作村、下平作村、池上村が合併して平作村が成立。
- 1876年（明治9年） - 横須賀村が横須賀町に改称。（1町66村）
- 1878年（明治11年） - 郡区町村編制法により行政区画としての三浦郡が編成され、郡役所が横須賀町に置かれる。

### 明治以降の行政区画
- 1889年（明治22年）

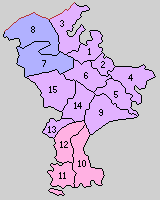
1.横須賀町 2.豊島村 3.浦郷村 4.浦賀町 5.久里浜村 6.衣笠村 7.葉山村 8.田越村 9.北下浦村 10.南下浦村 11.三崎町 12.初声村 13.長井村 14.武山村 15.中西浦村（青：合併なし 紫：横須賀市 赤：三浦市）

  - 4月1日 - 町村制施行により以下の町村が発足[3]。（3町12村）
    - 横須賀町 ←横須賀町、逸見村（現横須賀市）
    - 豊島村 ←公郷村、深田村、中里村、佐野村、不入斗村（現横須賀市）
    - 浦郷村 ←浦之郷村、船越新田、田浦村、長浦村（現横須賀市）
    - 浦賀町 ←浦賀町、大津村、走水村、鴨居村、公郷村飛地、内川新田飛地（現横須賀市）
    - 久里浜村 ←八幡久里浜村、久村、内川新田、佐原村、岩戸村（現横須賀市）
    - 衣笠村 ←衣笠村、小矢部村、大矢部村、森崎村、金谷村、平作村、佐野村飛地、不入斗村飛地（現横須賀市）
    - 葉山村 ←木古庭村、上山口村、下山口村、一色村、堀内村、長柄村（現葉山町）
    - 田越村 ←桜山村、逗子村、山野根村、沼間村、池子村、久木村、小坪村（現逗子市）
    - 北下浦村 ←津久井村、長沢村、野比村（現横須賀市）
    - 南下浦村 ←金田村、上宮田村、菊名村、毘沙門村、松輪村（現三浦市）
    - 三崎町 ←三崎町、諸磯村、小網代村、城ヶ島村、六合村（現三浦市）
    - 初声村 ←入江新田、高円坊村、下宮田村、三戸村、和田村（現三浦市）
    - 長井村（単独村制。現横須賀市）
    - 武山村 ←須軽谷村、武村、林村、大田和村、長井村飛地（現横須賀市）
    - 中西浦村 ←長坂村、荻野村、芦名村、佐島村、秋谷村（現横須賀市）

  - 7月15日 - 郡役所が、横須賀町汐留30番地に移転する[4]。
- 1903年（明治36年）10月1日 - 豊島村が町制施行して豊島町となる。（4町11村）
- 1906年（明治39年）12月15日 - 豊島町が横須賀町に編入。（3町11村）
- 1907年（明治40年）2月15日 - 横須賀町が市制施行して横須賀市となり、郡から離脱。（2町11村）
- 1911年（明治44年）7月1日 - 中西浦村が改称して西浦村となる。
- 1914年（大正3年）6月1日 - 浦郷村が町制施行・改称して田浦町となる。（3町10村）
- 1924年（大正13年）4月1日 - 田越村が町制施行・改称して逗子町となる。（4町9村）
- 1925年（大正14年）1月1日 - 葉山村が町制施行して葉山町となる。（5町8村）
- 1926年（大正15年）2月11日 - 長井村が町制施行して長井町となる。（6町7村）
- 1933年（昭和8年）
  - 2月15日 - 衣笠村が横須賀市に編入。（6町6村）
  - 4月1日 - 田浦町が横須賀市に編入。（5町6村）
- 1935年（昭和10年）7月1日 - 西浦村が町制施行・改称して大楠町となる。（6町5村）
- 1937年（昭和12年）4月1日 - 久里浜村が横須賀市に編入。（6町4村）
- 1940年（昭和15年）4月1日 - 南下浦村が町制施行して南下浦町となる。（7町3村）
- 1943年（昭和18年）4月1日 - 浦賀町・北下浦村・武山村・逗子町・長井町・大楠町が横須賀市に編入。（3町1村）
- 1950年（昭和25年）7月1日 - 横須賀市から旧逗子町の区域が分立して逗子町[5]を再置[6]。（4町1村）
- 1954年（昭和29年）4月15日 - 逗子町が市制施行して逗子市となり[7]、郡から離脱。（3町1村）
- 1955年（昭和30年）1月1日 - 南下浦町・三崎町・初声村が合併して三浦市となり、郡から離脱。（1町）

### 変遷表
| 明治22年以前 | 明治22年4月1日        | 明治22年 - 大正15年             | 明治22年 - 大正15年           | 昭和1年 - 昭和19年            | 昭和1年 - 昭和19年          | 昭和20年 - 昭和29年  | 昭和20年 - 昭和29年   | 昭和30年 - 現在 |
| ------------ | --------------------- | ------------------------------- | ----------------------------- | ----------------------------- | --------------------------- | -------------------- | --------------------- | --------------- |
|              | 横須賀町              | 明治40年2月15日 市制            | 明治40年2月15日 市制          | 横須賀市                      | 横須賀市                    | 横須賀市             | 横須賀市              | 横須賀市        |
| 豊島村       | 明治36年10月1日 町制  | 明治39年12月15日 横須賀町に編入 |                               | 横須賀市                      | 横須賀市                    | 横須賀市             | 横須賀市              | 横須賀市        |
| 衣笠村       | 衣笠村                | 衣笠村                          | 昭和8年2月15日 横須賀市に編入 | 昭和8年2月15日 横須賀市に編入 |                             | 横須賀市             | 横須賀市              | 横須賀市        |
| 浦郷村       | 大正3年6月1日 田浦町  | 大正3年6月1日 田浦町            | 昭和8年4月1日 横須賀市に編入  | 昭和8年4月1日 横須賀市に編入  |                             | 横須賀市             | 横須賀市              | 横須賀市        |
| 久里浜村     | 久里浜村              | 久里浜村                        | 昭和12年4月1日 横須賀市に編入 | 昭和12年4月1日 横須賀市に編入 |                             | 横須賀市             | 横須賀市              | 横須賀市        |
| 浦賀町       | 浦賀町                | 浦賀町                          | 浦賀町                        | 昭和18年4月1日 横須賀市に編入 |                             | 横須賀市             | 横須賀市              | 横須賀市        |
| 長井村       | 大正15年2月11日 町制  | 大正15年2月11日 町制            | 長井町                        | 昭和18年4月1日 横須賀市に編入 |                             | 横須賀市             | 横須賀市              | 横須賀市        |
| 武山村       | 武山村                | 武山村                          | 武山村                        | 昭和18年4月1日 横須賀市に編入 |                             | 横須賀市             | 横須賀市              | 横須賀市        |
| 北下浦村     | 北下浦村              | 北下浦村                        | 北下浦村                      | 昭和18年4月1日 横須賀市に編入 |                             | 横須賀市             | 横須賀市              | 横須賀市        |
| 中西浦村     | 明治44年7月1日 西浦村 | 明治44年7月1日 西浦村           | 昭和10年7月1日 大楠町         | 昭和18年4月1日 横須賀市に編入 |                             | 横須賀市             | 横須賀市              | 横須賀市        |
| 田越村       | 大正13年4月1日 逗子町 | 大正13年4月1日 逗子町           | 逗子町                        | 昭和18年4月1日 横須賀市に編入 | 昭和25年7月1日 逗子町を再置 | 昭和29年4月15日 市制 | 逗子市                |                 |
| 葉山村       | 大正14年1月1日 町制   | 大正14年1月1日 町制             | 葉山町                        | 葉山町                        | 葉山町                      | 葉山町               | 葉山町                |                 |
| 三崎町       | 三崎町                | 三崎町                          | 三崎町                        | 三崎町                        | 三崎町                      | 三崎町               | 昭和30年1月1日 三浦市 |                 |
| 南下浦村     | 南下浦村              | 南下浦村                        | 昭和15年4月1日 町制           | 昭和15年4月1日 町制           | 南下浦町                    | 南下浦町             | 昭和30年1月1日 三浦市 |                 |
| 初声村       | 初声村                | 初声村                          | 初声村                        | 初声村                        | 初声村                      | 初声村               | 昭和30年1月1日 三浦市 |                 |

## 行政

### 歴代郡長
特記（『三浦郡志』）以外は代数を含め『神奈川県史 別編1 人物』による。
| 代 | 氏名       | 就任年月日                 | 退任年月日                 | 備考                                  |
| -- | ---------- | -------------------------- | -------------------------- | ------------------------------------- |
| 01 | 小川茂周   | 明治11年（1878年）11月18日 | 明治31年（1898年）2月      | 足柄下郡長に転任                      |
| 02 | 中山信明   | 明治31年（1898年）2月      | 明治33年（1900年）12月23日 | 前足柄下郡長                          |
| 03 | 石川疏     | 明治33年（1900年）12月23日 |                            | 前高座郡長                            |
| 04 | 若林良之   | 明治40年（1907年）4月      | 明治45年（1912年）5月31日  | 前津久井郡長                          |
| 05 | 前田多聞   | 明治45年（1912年）5月31日  |                            | 前群馬県利根郡長                      |
| 06 | 芝辻一郎   | 大正4年（1915年）5月       |                            | （掲載順・代数は『県史』による）      |
| 07 | 北野右一   | 大正2年（1913年）6月       | 大正5年（1916年）1月17日   | （退任日は『県史』による） 前鎌倉郡長 |
| 08 | 佐川福太郎 | 大正5年（1916年）1月17日   |                            | 前愛甲郡長                            |
| 09 | 武田巌作   |                            |                            |                                       |
| 10 | 服部続     |                            | 大正13年（1924年）12月11日 |                                       |
| 11 | 遠藤至道   | 大正13年（1924年）12月11日 | 大正15年（1926年）6月30日  | 郡役所廃止により、廃官                |